# 威廉·康格里夫
威廉·康格里夫（英語：William Congreve，1670年1月24日—1729年1月19日）英国王政复辟时期剧作家、诗人，以机智、充满讽刺意味的对话和对当时风尚喜剧的影响而知名。辉格党人物。知名作品1693年《老光棍》（The Old Bachelor）、1695年《以爱还爱》（Love for Love）、1700年《如此世道》（The Way of the World）。